# Léonid Karev
Léonid Karev (russisch Леонид Алексеевич Карев, Leonid Alexejewitsch Karew; * 1969 in Moskau) ist ein russischer Komponist, Organist und Pianist.

## Leben
Karev begann seine musikalische Ausbildung mit dem siebten Lebensjahr an der Gnessin-Musikhochschule. Ab 1989 studierte er Komposition, Orgel und Klavier am Tschaikowski-Konservatorium in Moskau. Von 1992 bis 1994 besuchte er die Meisterklasse von Jean Guillou in Zürich, vertiefte und beendete sein Studium am Conservatoire national supérieur de musique et de danse de Paris mit Michel Chapuis.
Er trat weltweit in Konzerten und Festivals als Komponist oder Interpret in Erscheinung.
Neben seiner kompositorischen Arbeit ist Karev als Professor für Orgel an der École nationale de musique d’Yerres und als Organist an der Église Notre-Dame de l’Assomption de Passy in Paris tätig. Unter anderem ist er auch bei den Sonntagskonzerten in der Pfarrkirche St-Eustache de Paris zu hören.

## Preise
- 1995: 1er Prix d’orgue à l’unanimité (Konservatorium Boulogne-Billancourt) Orgelklasse von André Isoir
- 1996: 1er Prix d’Honneur d’orgue à l’unanimité du Jury de l’U.F.A.M (Paris)
- 1998: Sieger des Orgelwettbewerbs Marcel Dupré (Chartre)
- 2001: Diplôme Supérieur de Composition (premier nommé) (École Normale de Musique Alfred Corto, Paris)
- 2001: Preisträger des internationalen Kompositionwettbewerbs Gino Contilli (Italien)
- 2002: Preisträger des internationalen Kompositionwettbewerbs Guido d’Arezzo (Italien)

## Kompositionen
- Dulce Memoriae für großes Orchester
- Deux Impromptus für Streichorchester
- Sicilienne de Monsieur Marc für Kammerorchester
- Tableaux Apocryphes für Orgel
- Impromptus-Dédicaces für Orgel (Uraufführung 2003, Orgelfestival Saint-Eustache, Paris)
- Ave Maria für Chor (Uraufführung 2001, Festival Moscou Autumn)
- Manteau noir für Bassklarinette und Orgel (Uraufführung 2005, World Bass Clarinet Convention, Rotterdam)
- La chanson des Pierres für Vorleser und Kammerorchester (Text: Bruno de La Salle, Uraufführung 2004, Festival Avignon)
- Mots interrompus für Orgel und großes Orchester (Uraufführung 2008 Orgelfestival Jaroslawl), Konzertmitschnitt: Ausstrahlung am 29. Juli 2008 Radio WDR